# 張主敬 (萬曆進士)
張主敬（1558年—1606年），字茂倩，號恒華，直隸真定府趙州栢鄉縣人，民籍，明朝政治人物。

## 生平
萬曆七年（1579年）己卯科順天府鄉試第四名，萬曆十一年（1583年）癸未科會試第一百三十二名，登三甲第一百三十五名進士。刑部觀政，本年授知長治縣，性廉洁，一清如水。十三年充本省乡试同考官，十七年擢升工部主事，二十年調兵部職方司主事，次年晉車駕司郎中，养病。二十三年丁父憂。二十七年補职方司郎中，二十九年以事降職外调，二十九年三月复革职为民。卒年四十九。

## 家族
曾祖張揆，曾任壽官；祖父張璨，曾任驛丞；父張翰，曾任滎陽知縣。前母安氏；母褚氏。具庆下。長子张應辰，趙南星女婿。次應明、應微。女婿進士魏纯粹。